# Dong Xue
Dong Xue (chinesisch 董雪, Pinyin Dǒng Xuě; * 17. August 1986 in Jilin) ist eine chinesische Biathletin.

## Karriere
Dong betreibt seit 1999 Biathlon. Sie wird von Liang Liu und René Altenburger-Koch trainiert. Die Sportsoldatin lebt in Dalian und startet für den chinesischen Biathlonverband. Erstmals kam sie 2004 in Lake Placid im Weltcup zum Einsatz. Erste Punkte gewann sie bei der folgenden Weltcupstation in Fort Kent als 20. im Sprint und 27. in der folgenden Verfolgung. Ihren Durchbruch in die Weltspitze hatte sie zu Beginn der Saison 2006/07. Auf der ersten Weltcupstation in Östersund kam sie in Sprint und Verfolgung auf Rang 12 und 11, beim folgenden Weltcup in Hochfilzen auf den siebten Rang im Sprint und damit erstmals unter die Top Ten. Mit Platz 24 in der Gesamtwertung des Weltcups erreichte sie in der Saison auch dort ihr bestes Ergebnis. Mit Platz 37 bei den Biathlon-Weltmeisterschaften 2008 in Östersund in der Verfolgung schaffte Dǒng in der folgenden Saison ihr bestes WM-Ergebnis in einem Einzelrennen. Zum Beginn der Saison 2009 startete sie stark. In Östersund belegte sie Platz 30 im Einzel und Platz 15 im Sprint und kam auch in Hochfilzen mit Rang 36 in den Punkten ein.

## Biathlon-Weltcup-Platzierungen
Die Tabelle zeigt alle Platzierungen (je nach Austragungsjahr einschließlich Olympische Spiele und Weltmeisterschaften).
- 1.–3. Platz: Anzahl der Podiumsplatzierungen
- Top 10: Anzahl der Platzierungen unter den ersten zehn (einschließlich Podium)
- Punkteränge: Anzahl der Platzierungen innerhalb der Punkteränge (einschließlich Podium und Top 10)
- Starts: Anzahl gelaufener Rennen in der jeweiligen Disziplin
- Staffel: inklusive Mixed- und Single-Mixed-Staffeln

| Platzierung                      | Einzel | Sprint | Verfolgung | Massenstart | Staffel | Gesamt |
| -------------------------------- | ------ | ------ | ---------- | ----------- | ------- | ------ |
| 1. Platz                         |        |        |            |             |         |        |
| 2. Platz                         |        |        |            |             | 1       | 1      |
| 3. Platz                         |        |        |            |             | 3       | 3      |
| Top 10                           |        | 2      |            |             | 20      | 22     |
| Punkteränge                      | 7      | 17     | 12         | 8           | 21      | 65     |
| Starts                           | 19     | 45     | 28         | 8           | 22      | 122    |
| Stand: nach der Saison 2009/2010 |        |        |            |             |         |        |